# Jean Bérain
Jean Bérain el Viejo (Saint-Mihiel, Mosa, 1640 - París, 24 de enero de 1711) fue un dibujante, diseñador, pintor y grabador francés, principal fuerza artística de la oficina real de los «Menus-Plaisirs du Roi», en la que se hacían todos los diseños de la corte para espectáculos, fiestas y funerales, además de muchos diseños de mobiliario no cubiertos por el «Bâtiments du Roi». Los decorados de Bérain, desde el año 1699, conocidos como estilo «Bérainesque», a base de arabescos luminosos y grotescos juguetones, iniciaron el «estilo Régence», un estilo precursor del Rococó francés.
Jean Bérain nació en Saint-Mihiel, una pequeña villa del Mosa, entonces en los Países Bajos Españoles. Fue hijo de un maestro armero, en cuyo taller realizó grabados siendo un destacado técnico, luego pasó su carrera en París. Mucho después de su muerte el conocedor Pierre-Jean Mariette (París 1694 - París 1774) escribió de él: «No se hizo nada, en cualquier género que sea, sin que fuera a su manera o en que él hubiera hecho los diseños.» A través de sus grabados y los de su hijo, su estilo fue muy influyente. Su estrecha amistad con el arquitecto sueco Nicodemo Tessin el Joven (1654-1728) le aseguró que el matiz Bérain del estilo Luis XIV se transmitiera a los círculos de la corte de Suecia.
Bérain se estableció en París en 1663. El 28 de diciembre de 1674 fue nombrado «dessinateur de la Chambre et du cabinet de Roi» en los «Menus-Plaisirs» (un puesto que mantuvo hasta su muerte), en sucesión de Henri de Gissey, de quien se cree fue pupilo. Desde 1677 en adelante tuvo sus talleres y un apartamento en las Galerías del Louvre, cerca de los de André Charles Boulle, para quien realizó muchos diseños de muebles. Después de la muerte de Charles Le Brun, Bérain fue comisionado para componer y supervisar el conjunto de la decoración exterior de las naves del rey. Sus primeros diseños para los interiores reales datan de los años 1682-1684.
Fue inventivo y laborioso, y, a partir de los interiores para el Hôtel de Mailly (1687-1688) asimiló y adaptó el ornamento grotesco Raphaelesque al gusto de la época. Además, proporcionó diseños de arabescos para la fábrica de tapices de Beauvais. En el Château de Meudon de Luis, le Grand Dauphin, fue el principal diseñador, permaneciendo como favorito del rey.
Sus numerosos diseños fueron en su mayor parte grabados bajo su propia supervisión, y una colección de ellos se publicó en París en 1711 por su yerno, Jacques Thuret, fabricante de relojes del rey desde 1694. Hay tres libros, L'Oeuvre de J. Bérain, Ornements inventés par J. Bérain and Oeuvres de J. Bérain contenant des ornements d'architecture. 
Héctor Guilmard en Les Maîtres ornemanistes, da una lista completa de sus obras publicadas.
Su hijo y alumno, Jean Bérain el Joven (1678-1726), nació y murió en París. Ejerció las mismas funciones oficiales después de la muerte de su padre y trabajó con un estilo muy similar.